# Kenyentulus menglunensis
Kenyentulus menglunensis är en urinsektsart som beskrevs av Yin, Xie, Zhang och Imadaté 1995. Kenyentulus menglunensis ingår i släktet Kenyentulus och familjen lönntrevfotingar. Inga underarter finns listade i Catalogue of Life.